# アルフォンソ7世 (カスティーリャ王)
アルフォンソ7世（Alfonso VII, 1105年3月1日 - 1157年8月21日）は、ガリシア王（在位：1111年 - 1157年）、後にカスティーリャ王およびレオン王（在位：1126年 - 1157年）。また、「全ヒスパニアの皇帝（英語: Emperor of All Spain）」も称した（1135年 - 1157年）。カスティーリャ＝レオンのボルゴーニャ朝の祖である。
カスティーリャとレオンの女王ウラカと最初の夫、イヴレーア家出身のガリシア伯ライムンドの嫡男で、母から王位を継承した。父方の叔父にローマ教皇カリストゥス2世がいる。

## 生涯
1107年、僅か2歳で父と死別、1109年に母方の祖父に当たるカスティーリャ・レオン王（ヒスパニア皇帝）アルフォンソ6世も亡くなったため、遺言で母がカスティーリャ・レオン女王に即位した。ところが、同じ遺言に従い母がアラゴン王アルフォンソ1世と再婚したことが多くのカスティーリャ貴族の反感を招き、幼いアルフォンソはガリシア貴族に擁立され、各派閥の複雑な思惑が内戦へ突入してしまった。アルフォンソ1世はこの混乱でカスティーリャを見限り、1114年にウラカと離婚してアラゴンへ戻った。
1126年に死去した母の後を継ぎカスティーリャ・レオン王アルフォンソ7世として即位したが、一連の混乱を収めるまでかなりの労力を費やした。まず、継父だったアルフォンソ1世はカスティーリャに進撃して東部を侵略したため迎撃、1131年までにアラゴン軍を押し戻した。次に叔母テレサと夫エンリケが治めていたポルトゥカーレ伯領も独立を図り、1128年に母方の従弟アフォンソ・エンリケスをポルトガル王アフォンソ1世として承認した（正式の承認は1143年）。最後の貴族勢力は1130年から反乱を起こし手を焼いたが、1134年に何とか鎮圧し国内を平定した。こうして自信を持ったアルフォンソ7世は1135年、ヒスパニア皇帝を名乗りレオン大聖堂で戴冠式を挙行した。
なお、1134年にアルフォンソ1世が死ぬとアラゴンへ逆介入してラ・リオハ・ナヘラ・サラゴサを占領、アラゴン王ラミロ2世（アルフォンソ1世の弟）と貴族達を臣従させた。1136年に生まれたラミロ2世の娘ペトロニラと長男サンチョを婚約させたが、アラゴン貴族の反対で解消されている。また、ナバラ王ガルシア6世を1135年に臣従させ、カスティーリャの威信を取り戻していった。
内乱と外圧を跳ねのけたアルフォンソ7世はレコンキスタに乗り出し、トレド周辺でムラービト朝との小競り合いはあったが、1133年にタイファのサラゴサ王国の協力を取り付け、南下してグアダルキビール川を越えてグアダレーテ川下流域にあるヘレス・デ・ラ・フロンテーラを略奪した。遠征は手当たり次第に田畑を荒らして城を落とし、家畜・穀物を奪い取りモスクに放火、イスラム法学者を殺し近隣を荒廃させる凄まじい行軍で、1138年にも同様にグアダルキビール川へ南下して流域の土地を略奪・荒廃させた。どちらの遠征も特定の都市征服には繋がらなかったが、1139年からタホ川流域を目標に定め、トレドから東のオレハを陥落させた。1143年にはトレド南東のモーラ、転じて西部のコリアも落とし、順調にタホ川流域のムスリムを排除して領土拡大していった。
1147年にムラービト朝は滅亡してムワッヒド朝のアブドゥルムウミンが台頭、対するアルフォンソ7世は同年に反ムワッヒド朝のバレンシア王兼ムルシア王イブン・マルダニーシュ（通称ローボ王）と同盟、彼とジェノヴァ・ピサ・バルセロナ船団の協力で南部の港町アルメリアを征服、アルフォンソ7世の治世は頂点に達した。征服した諸都市には植民を奨励、タホ川流域に建設・再建した都市に人々を住まわせ、フエロ（特権）を与えて都市の発展を図った。
1151年にバルセロナ伯ラモン・バランゲー4世と主従関係を結び未征服のバレンシアとムルシアをアルフォンソ7世が封土として与えることを約束した。しかし同年からムワッヒド朝がスペイン南部を征服、1157年にアルメリアに迫ると救援に向かったが果たせず、アルメリアを落とされカスティーリャへ帰還途中に52歳で没した。ウベダとバエサもムワッヒド朝に奪われ戦線は後退した。領土は分割相続され長男サンチョ3世がカスティーリャを、次男フェルナンド2世がレオンとガリシアを相続したが、翌1158年にサンチョ3世は急死、孫のアルフォンソ8世が幼少で即位、内紛でカスティーリャは弱体化した。

## 家族
1128年に最初の王妃、バルセロナ伯ラモン・バランゲー3世の娘ベレンゲラ・デ・バルセロナと結婚した。2人の間には7子が生まれた。
- サンチョ3世（1134年 - 1158年） - カスティーリャ王位を継承。
- ラモン（1136年 - ?）　夭逝
- フェルナンド2世（1137年頃 - 1188年） - ガリシアおよびレオン王位を継承。
- コンスタンサ（1136年/41年? - 1160年） - フランス王ルイ7世の2度目の王妃。
- サンチャ（1139年頃 - 1179年） - ナバラ王サンチョ6世の王妃。
- ガルシア（1142年頃 - 1145/6年）
- アルフォンソ（1144年頃 - 1149年頃）

1152年に2度目の王妃、ポーランド大公ヴワディスワフ2世の娘リクサ（リキルダ・デ・ポロニア）と再婚した。2人の間には2子が生まれた。
- フェルナンド（1153年 - 1157年）
- サンチャ（1155年 - 1208年） - アラゴン王アルフォンソ2世の王妃。

また、以下の庶子がいる。
- ウラカ（1132年 - 1164年） - 母はゴントロド・ペレス。ナバラ王ガルシア6世と結婚。
- エステファニア（1148年 - 1180年） - 母はウラカ・フェルナンデス。フェルナンド・ロドリゲス・デ・カストロと結婚。